# Nålnöt
Nålnöt (Acicarpha tribuloides) är en calyceraväxtart som beskrevs av Antoine Laurent de Jussieu. Enligt Catalogue of Life ingår Nålnöt i släktet nålnötter och familjen calyceraväxter, men enligt Dyntaxa är tillhörigheten istället släktet nålnötter och familjen calyceraväxter. Arten förekommer tillfälligt i Sverige, men reproducerar sig inte. Inga underarter finns listade i Catalogue of Life.